# Bactridinae
Bactridinae es una subtribu de plantas con flores perteneciente a la subfamilia Arecoideae dentro de la familia Arecaceae. Tiene los siguientes géneros.

## Géneros
Según GRIN
- Acanthococos Barb. Rodr. = Acrocomia Mart.
- Acrocomia Mart.
- Aiphanes Willd.
- Amylocarpus Barb. Rodr. = Bactris Jacq. ex Scop.
- Astrocaryum G. Mey.
- Atitara O. F. Cook = Desmoncus Mart.
- Augustinea H. Karst. = Bactris Jacq. ex Scop.
- Avoira Giseke = Astrocaryum G. Mey.
- Bactris Jacq. ex Scop.
- Curima O. F. Cook = Aiphanes Willd.
- Desmoncus Mart.
- Gastrococos Morales
- Guilielma Mart. = Bactris Jacq. ex Scop.
- Hexopetion Burret = Astrocaryum G. Mey.
- Marara H. Karst. = Aiphanes Willd.
- Pyrenoglyphis H. Karst. = Bactris Jacq. ex Scop.
- Tilmia O. F. Cook = Aiphanes Willd.
- Toxophoenix Schott = Astrocaryum G. Mey.
- Yuyba (Barb. Rodr.) L. H. Bailey = Bactris Jacq. ex Scop.

Según Wikispecies
- Acrocomia -
- Aiphanes -
- Astrocaryum -
- Bactris -
- Desmoncus -
- Gastrococos